# Инопланетянин (фильм)
«Инопланетя́нин» (англ. E.T. the Extra-Terrestrial) — научно-фантастический фильм 1982 года, режиссёром и сопродюсером которого является Стивен Спилберг. Фильм повествует об истории мальчика, который подружился с дружелюбным инопланетянином. Лента получила 4 премии «Оскар» и множество других наград.
Фильм был выпущен в 1982 году компанией Universal Pictures и стал блокбастером, обойдя «Звёздные войны» и став самым кассовым фильмом за следующее десятилетие. Фильм был переиздан в 1985, а также в 2002 году, в честь двадцатилетия с первого показа, с дополнительными и изменёнными сценами.
При создании Спилберг опирался на свой собственный опыт ребёнка, у которого развелись родители.

## Сюжет
Раса миниатюрных пришельцев посещает Землю ночью, чтобы собирать образцы растений в лесу Калифорнии. Один из пришельцев, заинтересованный далекими огнями в районе Сан-Фернандо-Вэлли, отделяется от группы, но вскоре агенты правительства США появляются и начинают преследовать напуганное существо. Пришельцы вынуждены улететь, не дождавшись, пока агенты их обнаружат, оставив своего единственного члена позади. Пока агенты прочесывают лес, существо укрывается в сарае, принадлежащем семье десятилетнего Эллиотта Тейлора. Поначалу испуганный существом, которое убегает, Эллиотт на следующий день оставляет дорожку из конфет Reese’s Pieces, чтобы заманить его обратно к себе домой, где прячет в своей комнате.
На следующее утро Эллиотт симулирует болезнь, чтобы не идти в школу и поиграть с существом, которое он называет E.T. Эллиотт вскоре знакомит E.T. со своим старшим братом Майклом и семилетней сестрой Герти, которые соглашаются держать его в секрете от своей трудолюбивой, одинокой матери Мэри. Когда дети спрашивают пришельца о его происхождении, E.T. демонстрирует телекинетические способности, поднимая несколько шаров, чтобы показать свою планетарную систему, а позже проявляет другие необычные способности, оживляя засохшую хризантему и мгновенно исцеляя порез на пальце Эллиотта. Пока Эллиотт сближается с существом, он начинает чувствовать его мысли и эмоции, одновременно пугаясь с E.T., когда тот случайно открывает зонт в другой комнате.
В школе Эллиотт оказывается под влиянием алкоголя, так как дома E.T. пьёт пиво и смотрит телевизор. Почувствовав желание E.T. вернуться домой, Эллиотт импульсивно выпускает лягушек, которые должны были быть препарированы на уроке биологии, вдохновляя других детей последовать его примеру, и целует девочку, которая ему нравится, потому что E.T. смотрит, как Джон Уэйн целует Морин О’Хара в фильме «Тихий человек» (1952). За свое поведение Эллиотта отправляют в кабинет директора. Вдохновленный комиксом о Баке Роджерсе, в котором герой вызывает помощь с помощью устройства связи, E.T. решает построить самодельное устройство, чтобы «позвонить домой», используя различные части, найденные в доме Тейлоров. E.T. также учится говорить на английском и просит детей помочь в создании устройства. Те соглашаются найти недостающие детали, не подозревая, что агенты подозревают, что они укрывают пришельца.
На Хэллоуин дети маскируют E.T. под привидение, и Эллиотт тайком ведет его в лес, где они устанавливают устройство для связи с его сородичами. Эллиотт умоляет E.T. остаться на Земле с ним, но засыпает и просыпается один в лесу на следующее утро. Он возвращается домой к обеспокоенной семье, а Майкл ищет E.T., находя его бледным и ослабевшим, лежащим возле канавы. Он приносит E.T. домой, где Эллиотт также становится слабее, и они раскрывают существо Мэри незадолго до того, как правительственные агенты врываются и устанавливают карантин в доме. Ведущий агент, Кис, просит Эллиотта помочь спасти E.T., утверждая, что мечтал встретить пришельцев с детства и считает прибытие E.T. настоящим чудом. Однако по мере того, как психическая связь между Эллиоттом и E.T. ослабевает, E.T. умирает, а Эллиотт возвращается к нормальному состоянию. Оставшись один с мертвым пришельцем, Эллиотт выражает свою любовь к E.T., и его сердце начинает светиться, в результате чего E.T. оживает и восстанавливает свои силы. E.T. сообщает Эллиотту, что его сородичи возвращаются.
Эллиотт и Майкл сбегают с E.T. на велосипедах, в сопровождении друзей Майкла, которые помогают им уклоняться от преследующих агентов. Направляясь к блокпосту, E.T. поднимает мальчиков в воздух и безопасно приземляет их в лесу. Корабль E.T. прибывает, и он прощается с Майклом и Герти, которая вручает E.T. ту самую хризантему, которую он ранее оживил. Эллиотт со слезами на глазах просит E.T. остаться, но тот кладет светящийся палец на лоб Эллиотта, заверяя, что всегда будет с ним. Дети, Мэри и Кис наблюдают, как E.T. садится на корабль, который взлетает в космос, оставляя в небе радугу.

## Роли исполнили
| Актёр           | Роль                          |
| --------------- | ----------------------------- |
| Генри Томас     | Эллиот Тейлор                 |
| Ди Уоллес       | Мэри, мать Эллиота            |
| Роберт Макнотон | Майкл, старший брат Эллиота   |
| Дрю Бэрримор    | Герти, младшая сестра Эллиота |
| Питер Койоти    | Человек с ключами, учёный     |
| Шон Фрай        | Стив, друг Майкла             |
| Том Хауэлл      | Тайлер, друг Майкла           |
| КейСи Мартел    | Грег, друг Майкла             |
| Эрика Элениак   | одноклассница Эллиота         |
| Пэт Уэлш        | инопланетянин (голос)         |

## Награды и номинации
- 1982 — номинация на премию Национального совета кинокритиков США за лучший фильм.
- 1983 — 4 премии «Оскар»:
  -  — лучшая оригинальная музыка (Джон Уильямс);
  -  — лучший звук (Роберт Кнудсон, Роберт Гласс, Дон Диджироламо, Джин Кантамесса);
  -  — лучший монтаж звуковых эффектов (Чарльз Л. Кэмпбелл, Бен Бёртт);
  -  — лучшие визуальные эффекты (Карло Рамбальди, Деннис Мюрен, Кеннет Смит). Кроме того, на «Оскар», фильм был номинирован ещё в 5 категориях: — лучший фильм (Стивен Спилберг, Кэтлин Кеннеди); — лучший режиссёр (Стивен Спилберг); — лучший оригинальный сценарий (Мелисса Мэтисон); — лучшая операторская работа (Аллен Давио); — лучший монтаж (Кэрол Литтлтон).
- 1983 — премия BAFTA: - лучшая музыка (Джон Уильямс). а также 11 номинаций: — лучший фильм (Стивен Спилберг, Кэтлин Кеннеди); — лучший режиссёр (Стивен Спилберг); — лучший сценарий (Мелисса Мэтисон); — лучший новичок в главной роли (Генри Томас и Дрю Бэрримор); — лучшая операторская работа (Аллен Давио); — лучший монтаж (Кэрол Литтлтон); — лучший грим (Роберт Сиделл); — лучшая работа художника и декоратора (Джеймс Бисселл); — лучший звук (Роберт Кнудсон, Роберт Гласс, Дон Диджироламо, Джин Кантамесса, Чарльз Л. Кэмпбелл); — лучшие специальные визуальные эффекты (Карло Рамбальди, Деннис Мюрен).
- 1983 — 2 премии «Золотой глобус»: — за лучший драматический фильм; — за лучшую оригинальную музыку (Джон Уильямс). А также 3 номинации: — лучший режиссёр (Стивен Спилберг); — лучший сценарий (Мелисса Мэтисон); — новая звезда (Генри Томас).
- 1983 — 5 премий «Сатурн»: — лучший научно-фантастический фильм; — лучший сценарий (Мелисса Мэтисон); — лучшая музыка (Джон Уильямс); — лучшие специальные эффекты (Карло Рамбальди, Деннис Мюрен); — лучший постер (Джон Элвин). Лента также была номинирована в 3 категориях: — лучший режиссёр (Стивен Спилберг); — лучший актёр (Генри Томас); — лучшая актриса второго плана (Ди Уоллес).
- 1983 — 4 премии «Молодой актёр»: — лучший семейный фильм; — лучший молодой актёр (Генри Томас); — лучший молодой актёр второго плана (Роберт Макнотон); — лучшая молодая актриса второго плана (Дрю Бэрримор).
- 1983 — премия «Давид ди Донателло» лучшему зарубежному режиссёру (Стивен Спилберг).
- 1983 — 3 премии «Грэмми»: — лучший альбом оригинальной музыки для кино или телевидения (Джон Уильямс); — лучшая инструментальная композиция (Джон Уильямс, «Flying Theme»); — лучшая аранжировка инструментальной записи (Джон Уильямс, «Flying Theme»).
- 1983 — номинация на премию «Сезар» за лучший зарубежный фильм (Стивен Спилберг).
- 1983 — номинация на премию Гильдии режиссёров США за лучшую режиссуру — Художественный фильм (Стивен Спилберг).
- 1983 — премия Гильдии сценаристов США за лучшую оригинальную драму (Мелисса Мэтисон).
- 1983 — номинация на премию «Хьюго» за лучшее драматическое представление (Стивен Спилберг, Мелисса Мэтисон).
- 1994 — фильм помещён в Национальный реестр фильмов.
- 2003 — премия «Сатурн» за лучшее DVD-издание классического фильма.

## Продолжение
Хотя возможность создания продолжения рассматривалась, Спилберг выступил против этого.
В итоге 28 ноября 2019 года вышел короткометражный сиквел «Праздничное воссоединение», созданный компанией Comcast. В нём И-Ти возвращается к повзрослевшему Эллиоту (вновь сыгранному Генри Томасом) и проводит Рождество с ним и его семьёй.